# Glen Perkins
Glen Weston Perkins (ur. 2 marca 1983) – amerykański baseballista, który występował na pozycji miotacza (relief pitchera).

## Przebieg kariery
Perkins studiował na University of Minnesota, gdzie w latach 2003–2004 grał w drużynie uniwersyteckiej Minnesota Golden Gophers. W 2004 został wybrany w pierwszej rundzie draftu z numerem 22. przez Minnesota Twins i początkowo grał w klubach farmerskich tego zespołu, między innymi w Rochester Red Wings, reprezentującym poziom Triple-A. W Major League Baseball zadebiutował 21 września 2006 w meczu przeciwko Boston Red Sox. Po raz pierwszy jako starter wystąpił 10 maja 2008 w meczu z Red Sox.
W 2013 został powołany do Meczu Gwiazd w zastępstwie kontuzjowanego Jessy Craina z Chicago White Sox. W marcu 2014 podpisał nowy, czteroletni kontrakt wart 22 175 tys. dolarów. W styczniu 2018 ogłosił zakończenie zawodniczej kariery.

## Nagrody i wyróżnienia
| Nagroda/wyróżnienie | Lata             | Źródło |
| 3× All-Star         | 2013, 2014, 2015 | [ 4 ]  |